# Operation: Mindcrime (Band)
Operation: Mindcrime ist eine US-amerikanische Progressive-Metal-Band aus Seattle, Washington, die 2012 unter dem Namen Queensrÿche gegründet wurde.

## Geschichte
Der Ursprung dieser Band geht auf das Jahr 2012 zurück, nachdem der Queensrÿche-Sänger Geoff Tate sich von seiner Band getrennt hatte. Nach der Trennung war Tate zunächst zwei Jahre mit seiner eigenen Besetzung ebenfalls unter dem Namen Queensrÿche tätig. Im Oktober 2012 wurde ihm dies gerichtlich gewährt. 2013 erschien das Album Frequency Unknown bei Deadline Music. Im Mai 2014 wurde bekanntgegeben, dass die verbliebenen Queensrÿche-Mitglieder sich Tates Anteil am Namensrecht erkauft hatten, während Tate das Recht erhielt, die Queensrÿche-Alben Operation: Mindcrime und Operation: Mindcrime II zu performen. Damit verbunden war sein Verzicht, das TriRyche-Logo oder andere Bilder der Mindcrime-Veröffentlichungen zu benutzen. Für die nächsten zwei Jahre durfte er sich als Original-Sänger von Queensrÿche oder als ehemaliges Mitglied von Queensrÿche bezeichnen, wobei diese Erläuterungsformel in allen Unterlagen mindestens 50 Prozent kleiner sein musste als sein Name. Nach dieser Zeitspanne durfte er sich gar nicht mehr in Verbindung mit Queensrÿche nennen. Die geplanten Auftritte wurden daraufhin bis zum letzten am 31. August 2014 unter dem Namen Queensrÿche abgehalten, ehe er sich ab dem 1. September nicht mehr so nennen durfte. Im Juli 2014 wurde die Umbenennung in Operation: Mindcrime bekanntgegeben, benannt nach dem 1988er Album. Die Band, deren Besetzung um Tate ständig wechselte, unterzeichnete im Dezember 2014 einen Vertrag bei Frontiers Records, worüber das Debütalbum The Key, der erste Teil einer geplanten Trilogie, erschien. Der zweite Teil schloss sich im folgenden Jahr unter dem Namen Resurrection an.

## Stil
James Christopher Monger von Allmusic bezeichnete die Musik der Band als melodischen, narrativen Progressive Metal. Matthias Weckmann vom Metal Hammer schrieb in seiner Rezension zu The Key, dass hierauf eine Geschichte begonnen wird, die auf den weiteren Alben fortgeführt werde, die in einer ruhigeren Weise erzählt werde, als bei Queensrÿche. Die nachdenklichen Momente würden dominieren, jedoch könne die Musik kaum einen Spannungsbogen aufbauen. Holger Stratmann vom Rock Hard befand in seiner Rezension zu Resurrection, dass hierauf die Lieder selten gradlinig mit einfachen Melodien seien. Ansonsten würden Ansätze meist durch Keyboard-Klänge, Gitarren-Licks und überflüssige Breaks und Soundspielereien überdeckt werden. Auf dem Album gebe es zudem jazzartige Instrumentalteile.

## Diskografie
als Queensrÿche
- 2013: Frequency Unknown (Album, Deadline Music)
- 2013: Silent Lucidity – Greatest Hits (EP, Deadline Music)
- 2013: Cold (Single, Cleopatra Records)

als Operation: Mindcrime
- 2015: The Key (Album, Frontiers Records)
- 2016: Resurrection (Album, Frontiers Records)
- 2017: The New Reality (Album, Frontiers Records)